# میخودروفکا
میخودروفکا (انگلیسی: Mikhouderovka) یک شهرک در بخش آلکسیفسکی استان بلگورود کشور روسیه است.